# Renzo Rosso
Renzo Rosso (* 13. September 1955 in Brugine, Provinz Padua, Italien) ist ein italienischer Modeunternehmer, der unter anderem 1978 die Modemarke DIESEL gründete und bis heute besitzt.

## Leben
Rosso wuchs auf dem Land in der Po-Ebene auf und besuchte ab 1971 die damals gegründete Textilfachschule in Padua. Nach dem Abschluss an der Fachschule arbeitete er ab 1975 zunächst unter Adriano Goldschmied (heute eine bekannte Jeans-Marke) für dessen Firma Moltex. Mit Goldschmied und anderen Textilproduzenten schloss sich Rosso schließlich 1978 zur Genius-Gruppe zusammen. Aus dieser Gruppe sind verschiedene noch heute (2011) bekannte Modemarken hervorgegangen, so zum Beispiel Katherine Hamnett, Goldie, Martin Guy, Ten Big Boys und Diesel.
1985 zahlte Rosso die anderen Anteilseigner an der Firma Diesel aus und übernahm das Unternehmen selbst. 1996 eröffnete er seinen ersten Laden in Manhattan auf der Lexington Avenue gegenüber dem Flagship-Store von Levi Strauss.
In den folgenden Jahren begann die Expansion der Firma, und Rosso gründete die Holding Only the Brave (OTB). Die Holding ist über die Tochtergesellschaft Staff International (im April 2000 erworben) mit Sitz in Noventa Vicentina (bei Padua) für die Produktion und den Vertrieb und zum Teil nur für den Vertrieb folgender Marken zuständig: Dsquared² (im Besitz der Holding), Maison Martin Margiela (im Besitz der Holding; alle Kollektionen außer Haute Couture), Viktor & Rolf (im Besitz der Holding), Marc Jacobs (Herrenmode der Hauptlinie bis 2017; in Lizenz), Just Cavalli (in Lizenz seit 2011) und Vivienne Westwood ('Red Label’ für Damen sowie Herrenmode; in Lizenz). Rosso ist Vorsitzender (President) der Holding; CEO ist seit 2010 die vormalige DIESEL-CEO Marina Tosin. Sitz von OTB ist, genau wie der von DIESEL, seit 2010 Breganze (zuvor das 8 km entfernte Molvena). Ende 2012 erwarb OTB die Mehrheit der von der Modemacherin Consuelo Castiglioni etablierten Marke Marni. 2019 übernahm OTB 20 % der Anteile der Marke AMIRI von Mike Amiri.
Für 2014 plante Rosso den Börsengang der seit 2013 unter dem Kürzel OTB firmierenden Gesellschaft. Mittlerweile ist der Börsengang auf 2024 verschoben.
Rosso lebt in Bassano del Grappa in Venetien und ist seit 1996 Eigentümer des dort ansässigen Fußballvereins Bassano Virtus 55 Soccer Team.

## Auszeichnungen und Preise
- 1996: mit Diesel: Premio Resultati des Bocconi Instituts, Mailand, als Beste italienische Firma des Jahres.
- 1997: Unternehmer des Jahres für den Auftritt von Diesel in den USA und speziell in New York City durch Ernst & Young.
- 2000: nannte das britische Musik- und Trendmagazine Select Rosso eine der 100 Persönlichkeiten, die das neue Jahrhundert prägen werden.
- 2005: Mann des Jahres der deutschsprachigen Ausgabe der Vierteljahresschrift GQ.
- 2011: ausgezeichnet mit dem italienischen Arbeitsverdienstorden mit dem Titel Cavaliere del Lavoro

## Soziales Engagement
- 2006: Life Ball, Veranstaltung in Wien zugunsten HIV-Infizierter und Aidskranker u. a. in Verbindung mit einer Modenschau.
- Aufbau des Dorfes Mali in Zentralafrika durch Versorgung der ca. 20.000 Einwohner mit Wasser, Schulen, Internet und Ackerland.[6]
- 2010: Spende von US$ 500.000,-- an Yéle Haiti zu Unterstützung der Opfer beim Erdbeben in Haiti 2010.
- 2011: Instandsetzung der Rialto-Brücke in Venedig unterstützt durch 5 Millionen Euro[7]

## Sonstiges
1991 verliebte sich Rosso in das Pelican Hotel im Art-Décobezirk im Süden von Miami Beach in Florida. Bis zum Jahr 1994 ließ er das Hotel umbauen und zwar so, dass jedes Zimmer einen anderen Charakter zeigt. Durch diesen Umbau war das Hotel ein Vorreiter in der baulichen Entwicklung dieses Teils von Miami Beach.